# Серебродититан
Серебро̀дитита́н — бинарное неорганическое соединение, интерметаллид серебра и титана с формулой AgTi2, кристаллы.

## Получение
- Сплавление стехиометрических количеств чистых веществ:

{\displaystyle {\mathsf {Ag+2Ti\ {\xrightarrow {940^{o}C}}\ AgTi_{2}}}}

## Физические свойства
Серебродититан образует кристаллы ромбической сингонии, пространственная группа I 4/mmm, параметры ячейки a = 0,295 нм, c = 1,185 нм, Z = 2, структура типа дисилицида молибдена MoSi2.
Соединение образуется по перитектической реакции при температуре 940 °C.